# Juan Jaime Cesio
Juan Jaime Cesio (Córdoba, 1 de julio de 1926- Buenos Aires, 23 de diciembre de 2017) fue un militar argentino, general de brigada del Ejército Argentino, destacado por haber apoyado a organismos de derechos humanos durante la dictadura autodenominada Proceso de Reorganización Nacional, en una época donde la totalidad de los militares se hicieron cómplices por acción u omisión. Por ello fue perseguido y degradado. Recién en 2006 ―durante la Presidencia de Néstor Kirchner―, le fueron restituidos plenamente sus honores. Fue fundador del Centro de Militares para la Democracia Argentina (CEMIDA).

## Biografía
Inicios y carrera militar
Nació en Alto Alberdi, barrio obrero de la ciudad de Córdoba. Hizo la escuela secundaria en el Liceo Militar General San Martín, de donde egresó como subteniente de reserva en 1943, y luego entró en el Colegio Militar de la Nación, donde se formó como oficial del arma de Comunicaciones. Fue discípulo informal de Emilio Estiú, profesor de filosofía de la Universidad Nacional de La Plata y tío de su esposa. Además, fue católico militante y miembro supernumerario del Opus Dei.
Entre 1969 y 1971, fue agregado militar en Francia, donde le otorgaron la Orden Nacional del Mérito. En 1973, fue nombrado secretario general del Ejército.

### Acusación en su contra
En 1973, el coronel Cesio fue secretario general del Ejército, del teniente general Jorge Raúl Carcagno, aquel que en la décima Conferencia de los Ejércitos Americanos denunciara la llamada Doctrina de la Seguridad Nacional instaurada por Estados Unidos en Latinoamérica. Luego del golpe militar del 24 de marzo de 1976, el coronel Cesio acompañó a las Madres de Plaza de Mayo en una de sus marchas y declaró durante la dictadura que 

bandas integradas por militares habían usurpado el gobierno [y con] el mendaz propósito de combatir la subversión, cometieron delitos aberrantes, como el secuestro, la tortura y el asesinato de miles de personas.

Esas declaraciones le valieron el inicio de un sumario por «deshonor e indecoro militar». Se pidieron para el coronel Cesio seis años de prisión mayor, pero el juicio terminó con el sobreseimiento del acusado. Pero de inmediato fue enjuiciado nuevamente por otro fuero, con lo que se violó el principio de cosa juzgada. Finalmente, el Superior Tribunal de Honor del Ejército le impuso, el 7 de noviembre de 1983, la más grave de las sanciones previstas: «Descalificación por falta gravísima al honor, con la accesoria de privación de su grado, título y uniforme». Fue condenado durante la dictadura de Reynaldo Bignone, apenas un mes antes de que Raúl Alfonsín asumiera la presidencia. La condena está firmada por el teniente general Cristino Nicolaides, jefe del Ejército Argentino de aquel entonces, en el decreto 3146 del 30 de noviembre de 1983. El Tribunal Militar, para condenarlo, sostuvo que 

el coronel Cesio con esa actitud intelectual privilegia equivocadamente su condición de ciudadano sobre la militar.

Esa condena siguió firme durante más de dos décadas. Cumplió 96 días de prisión efectiva en el penal de Magdalena, donde además se le impuso el castigo de no asistir a misa más que los domingos, circunstancia particularmente dolorosa para un católico de misa diaria.
El senador Hipólito Solari Yrigoyen y el diputado Alfredo Bravo presentaron proyectos para la rehabilitación de Cesio que no fueron ni siquiera tratados por las comisiones respectivas. El propio Cesio le envió una carta al entonces presidente Carlos Menem, que no obtuvo respuesta.
De acuerdo al historiador Osvaldo Bayer,

Matar, desaparecer, robar niños, torturar a mujeres embarazadas, tirar al mar a seres humanos vivos, no era delito. Denunciar esos hechos, sí.

En opinión de James Neilson, director del Buenos Aires Herald, el 15 de noviembre de 1983,

Muy difícil sería encontrar una prueba más impresionante de los efectos profundamente corruptores del poder sobre las instituciones militares y los hombres involucrados en ellas que el suministrado por este lamentable episodio, revelador del inmenso daño infligido no sólo al país sino a las mismas fuerzas armadas por decenios de régimen militar directo o indirecto. Se ha perdido la capacidad de distinguir entre el bien y el mal, entre lo que es honorable y lo que no lo es y la de haber instituido un código de silencio, que lo subordina todo al ocultamiento de la verdad no sólo de los extraños sino también de los militares que temen enfrentarla.

CeMiDA
Ya en democracia, en 1984, fundó junto con otros camaradas el Centro de Militares para la Democracia Argentina, organización que buscaba la condena de las violaciones de derechos humanos, la reforma de las Fuerzas Armadas y la reconcialiación con la sociedad civil. Cuando tuvieron lugar las crisis de los carapintadas, durante el gobierno del presidente Alfonsín, ofrecieron su asesoramiento al poder ejecutivo.

### Rehabilitación y ascenso
El 23 de marzo de 2006, el presidente Néstor Kirchner, acompañado por todo el gabinete, le restituyó el grado militar al coronel Jaime Cesio, en un acto en el que también homenajeó al coronel Martín Rico, asesinado por la Triple A mientras investigaba a dicha banda paramilitar, que anticipó los métodos que iban a ser empleados durante el Proceso de Reorganización Nacional. Entre el público, las Madres y las Abuelas de Plaza de Mayo, militantes de derechos humanos, funcionarios, exfuncionarios y uniformados.
Kirchner pidió asimismo el ascenso de Cesio a general de brigada, nombramiento que había sido boicoteado por José López Rega en el Congreso antes de que los militares usurparan el poder.
El ascenso fue aprobado por la Comisión de Acuerdos del Senado un mes después.

## Pensamiento
Los militares sirven a la democracia en su profesión y se integran a su país como ciudadanos. Como militares obedecen, como ciudadanos hacen uso de las libertades que la Constitución les otorga, a la que defienden en todos sus órdenes; de entre ellos, el de velar por la paz.

Se podría comenzar con tratados internacionales de desarme. Es insensato que en los presupuestos se destinen a la compra de armamentos recursos que servirían para paliar la desnutrición y cuidar la salud, entre tantas necesidades impostergables que nos conmueven. La tenencia de armas por parte de los ciudadanos debe ser restringida y ni siquiera debe aceptarse las que los niños usan para jugar.

No pocos pueblos de América latina han sido flagelados por los golpes de Estado militares a los que llamaron revoluciones cuando en verdad fueron involuciones. Aunque ninguno causó mayor daño y espanto que la última dictadura militar argentina. Los represores –que no solamente mataron y torturaron, sino que también se enriquecieron escandalosamente– ganaron la que llamaron guerra pero perdieron la paz porque se valieron del terrorismo de Estado. El Estado es el único que tiene el derecho de ejercitar la violencia e impone esta potestad tal exigencia ética, que resultan desde todo punto de vista abominables las acciones consumadas sin el debido encuadramiento legal.

Los represores ganaron lo que llamaron guerra, pero perdieron la paz. Mataron, torturaron, capturaron niños, discriminaron, se apoderaron de vidas y haciendas como señores feudales, los convirtieron en esclavos de la gleba por afán de poder, ambición sin freno y desprecio con sus conciudadanos.